# BEACOPP
BEACOPP (латиницей) — общепринятая в онкогематологии аббревиатура (акроним) для одного из режимов химиотерапии, разработанного Немецкой исследовательской группой по лечению болезни Ходжкина и применяемого при лечении лимфогранулематоза (болезни Ходжкина), особенно у больных с неблагоприятными факторами риска начиная со стадий IA или IB и выше, или в стадии II и выше при любом сочетании факторов риска.
Режим BEACOPP обычно повторяется с интервалами 3 недели — 21 день (так называемый стандартный BEACOPP, или BEACOPP-standard, BEACOPP-21, BEACOPP-std).

## Модификации BEACOPP
Существуют также модификации этого режима:
1. Интенсифицированный по дозовой плотности (то есть по частоте повторения циклов) режим BEACOPP-14, при котором курс в стандартных дозах повторяется с укороченным межкурсовым интервалом — не каждые 3 недели (21 день), а каждые 2 недели (14 дней);
2. Интенсифицированный по величине однократной дозы режим BEACOPP-эскалированный (BEACOPP-escalated, BEACOPP-esc), при котором курс в повышенных дозах повторяются через стандартный интервал — 21 день.

## Режим дозирования
| Лекарство                          | Стандартный BEACOPP          | Эскалированный BEACOPP       | Метод введения                 | День цикла |
| Блеомицин — (B)leomycin            | 10 IU/м2                     | 10 IU/м2                     | Внутривенное болюсное введение | День 8     |
| Этопозид — (E)toposide             | 100 мг/м2                    | 200 мг/м2                    | Внутривенная инфузия           | Дни 1-3    |
| Доксорубицин — (A)driamycin        | 25 мг/м2                     | 35 мг/м2                     | Внутривенное болюсное введение | День 1     |
| Циклофосфамид — (C)yclophosphamide | 650 мг/м2                    | 1250 мг/м2                   | Внутривенная инфузия           | День 1     |
| Винкристин — (O)ncovin             | 1,4 мг/м2 (максимально 2 мг) | 1,4 мг/м2 (максимально 2 мг) | Внутривенная инфузия           | День 8     |
| Прокарбазин — (P)rocarbazine       | 100 мг/м2                    | 100 мг/м2                    | Перорально (внутрь)            | Дни 1-7    |
| Преднизолон — (P)rednisolone       | 40 мг/м2                     | 40 мг/м2                     | Перорально (внутрь)            | Дни 1-14   |

## Курс лечения
Полный курс лечения протоколом BEACOPP обычно состоит из 4 циклов при ранних стадиях, и из 6-8 циклов при продвинутых стадиях лимфогранулематоза или при наличии неблагоприятных факторов риска.
Существуют также схемы, в которых первые несколько циклов делают BEACOPP-esc либо BEACOPP-14, а затем обычный, стандартный BEACOPP, и схемы, в которых BEACOPP чередуют с более «мягким», менее токсичным режимом химиотерапии ABVD, или же после первых нескольких циклов BEACOPP проводится долечивание ещё несколькими циклами ABVD. Такие комбинированные режимы позволяют снизить суммарную, общую токсичность лечения, общую химиотерапевтическую нагрузку на организм (суммарную кумулятивную дозу химиопрепаратов), и снизить частоту и вероятность отдалённых токсических последствий и осложнений химиотерапии, в частности вероятность возникновения вторичных злокачественных опухолей через некоторое время после лечения.
Иногда из протокола BEACOPP, с целью минимизации риска отдалённой лёгочной токсичности, убирают относительно малоактивный, но часто дающий лёгочные осложнения, блеомицин. Такой вариант называется EACOPP (соответственно: EACOPP-standard, EACOPP-14, EACOPP-esc).

## Национальные особенности
В некоторых странах протокол BEACOPP, и в особенности его «интенсифицированные» версии (BEACOPP-14 или BEACOPP-esc), несмотря на доказанную более высокую эффективность лечения ими лимфогранулематоза (особенно продвинутых стадий) по сравнению с ABVD, всё ещё остаётся экспериментальным, нестандартным методом лечения или же методом терапии резерва (методом второй линии терапии, для тех, у кого нет положительного ответа при лечении протоколом ABVD). В ряде других стран, особенно европейских (Германия, Австрия и др.), протокол BEACOPP и его модифицированные, интенсифицированные версии уже являются новым общепринятым стандартом терапии первой линии при лимфогранулематозе.
В США обычно в качестве терапии первой линии при лимфогранулематозе до сих пор, как правило, применяют протокол ABVD или Stanford V, а не BEACOPP. Многие специалисты считают, что схема BEACOPP даёт несколько бОльшую частоту отдалённых осложнений и вторичных опухолей по сравнению со схемой ABVD, более токсична, и это сводит на нет её преимущества в эффективности и не оправдывает её применение в первой линии терапии лимфогранулематоза. Однако в исследовании GHSG HD14 было окончательно установлено, что «не обнаружено никаких статистически достоверных различий в общей смертности или в частоте возникновения вторичных злокачественных опухолей между BEACOPP и ABVD». Это делает этот аргумент несостоятельным.

## Экономические соображения
Некоторые специалисты считают, что истинная причина того, что схема BEACOPP обычно не применяется в США в первой линии терапии лимфогранулематоза, не медицинская, а чисто экономическая:
1. В два раза выше стоимость лекарственных препаратов на курс (в стандартных дозах) по сравнению с ABVD;
2. Наличие при применении BEACOPP, особенно эскалированных версий (BEACOPP-14 или BEACOPP-esc), потребности в поддержке гранулопоэза колониестимулирующими факторами (G-CSF, GM-CSF), что также увеличивает стоимость курса лечения, особенно с учётом того, что в США патент на Neupogen (Amgen) действовал до 12 декабря 2013 года,[3] а в ЕС срок патентной защиты на него истёк ещё в 2008 году;[4]
3. Возможное наличие при применении BEACOPP потребности в профилактическом применении антибиотиков, противогрибковых, противовирусных препаратов, что также увеличивает цену терапии;
4. Более высокая эметогенность BEACOPP по сравнению с ABVD и, соответственно, бОльший расход противорвотных препаратов также увеличивает цену терапии;
5. Во время курса BEACOPP выше вероятность возникновения неблагоприятных явлений, требующих госпитализации, таких, как инфекционные осложнения или острые проявления токсичности.

## Преимущества
Тем не менее, применение схемы BEACOPP обеспечивает около 7 % преимущества в 5-летней безрецидивной выживаемости по сравнению с ABVD при ранних стадиях болезни Ходжкина (IA, IB с неблагоприятными факторами риска, II стадия с любыми факторами риска), и более 12 % преимущества в 7-летней безрецидивной выживаемости по сравнению с ABVD при продвинутых стадиях (IIB с неблагоприятными факторами риска, III, IV стадии).

## Дальнейшие усовершенствования протокола
Несмотря на то, что клетки лимфогранулематоза, как правило, не экспрессируют поверхностный антиген CD20, при нём проявляет определённую эффективность моноклональное антитело — ритуксимаб (Мабтера), обычно применяемое при лечении B-клеточных неходжкинских лимфом, экспрессирующих CD20. Считается, что в развитии лимфогранулематоза большую роль, помимо биологических особенностей самих злокачественных клеток, играет стимуляция к размножению клеток злокачественного клона цитокинами, выделяемыми B-лимфоцитами их непосредственного микроокружения в лимфоузлах. И действительно, лимфогранулематоз — один из таких довольно редких видов злокачественных опухолей, при которых злокачественные клетки составляют лишь малую часть популяции пораженного лимфатического узла, а бОльшую часть популяции составляют «нормальные» реактивные клетки. Которые, тем не менее, вместо того, чтобы убивать клетки злокачественного клона, невольно способствуют поддержанию их жизнедеятельности и размножения.
Эти соображения послужили основанием для попыток комбинирования ритуксимаба (Мабтеры) в стандартной дозе 375 мг/м2 в первый день, с режимом BEACOPP, особенно при поздних и продвинутых стадиях лимфогранулематоза, с целью попытаться повлиять на микроокружение и уменьшить вызываемую микроокружением стимуляцию размножения злокачественных клеток. Такой режим получил название R-BEACOPP (соответственно R-BEACOPP-std или R-BEACOPP-21, R-BEACOPP-14, R-BEACOPP-esc). Предварительные результаты клинических исследований свидетельствуют о возможном увеличении частоты объективного ответа на R-BEACOPP, по сравнению с BEACOPP без добавления ритуксимаба, при продвинутых стадиях лимфогранулематоза. Однако на данный момент неизвестно, транслируется ли это преимущество в увеличение частоты общей и безрецидивной выживаемости при применении R-BEACOPP по сравнению с BEACOPP без добавления ритуксимаба.